# Crise de Bizerte
La crise de Bizerte est un conflit diplomatique et militaire opposant, durant l'été 1961, la France et la Tunisie devenue indépendante le 20 mars 1956. Il se joue autour du sort de la base navale de Bizerte restée en mains françaises et de sa rétrocession à la Tunisie. Après des tensions diplomatiques commencées en mai lors du démarrage de travaux d'extension de la piste de la base, les tensions arrivent à leur paroxysme et tournent à l'affrontement militaire lors des journées du 19 au 22 juillet. Bien que les forces en présence soient disproportionnées, le conflit tourne rapidement à l'avantage des forces françaises et l'utilisation de volontaires sans formation militaire se traduit par un nombre important de victimes civiles.
Très relayé par la presse française et internationale de l'époque dans le contexte de la guerre d'Algérie qui se poursuit et de la guerre froide, le conflit est presque tombé dans l'oubli au XXIe siècle. Pourtant, pour Noureddine Boujellabia, colonel à l'époque, il constitue « de toute évidence, un événement majeur de l'histoire contemporaine de la Tunisie ».

## Contexte
Historiquement, Bizerte a toujours été un havre naval. Les Phéniciens y fondent vers 700 av. J.-C. un port nommé A'kra. Viennent ensuite les Romains qui la transforment en Hippo Diarrhytus, la capitale d'une colonie, avant que les armées musulmanes ne la renomment Ben-Zert (signifiant « enfant du canal »). Avant la mise en place du protectorat français de Tunisie en 1881, Bizerte est encore un petit port de pêche d'une importance très limitée.

Zone militaire de Bizerte-Ferryville.

À partir de 1882, la France commence à aménager le lac de Bizerte en base navale qui joue un rôle primordial au cours des deux guerres mondiales. Avec la proclamation de l'indépendance en 1956, la presque totalité du territoire de l'ancien protectorat tunisien passe sous l'autorité du jeune État. La France conserve toutefois son autorité militaire dans deux zones de sécurité selon les termes des conventions d'autonomie interne du 3 juin 1955. Dès le 22 mars 1956, deux jours après la proclamation de l'indépendance, le président Habib Bourguiba définit clairement son objectif : « Après une période transitoire, toutes les forces françaises devront évacuer la Tunisie, y compris Bizerte ».
Dans le même temps, bien que la Tunisie oriente principalement ses exportations commerciales vers la France, Bourguiba affiche son soutien au Front de libération nationale algérien qui utilise la Tunisie comme base d'entraînement et de départ afin de repousser l'armée française, dans le cadre de la guerre d'Algérie ; le siège du Gouvernement provisoire de la République algérienne (GPRA) est situé par ailleurs à Tunis.
La première zone à être évacuée après le bombardement de Sakiet Sidi Youssef par l'armée de l'air française, le 8 février 1958, est située au sud du pays. À la suite de cet incident, Bourguiba rappelle son ambassadeur à Paris et déclare une nouvelle fois que l'armée française doit évacuer totalement la Tunisie, et notamment la base navale de Bizerte. Le ministre français des Affaires étrangères Maurice Couve de Murville invite alors en juin 1959 l'ambassadeur de France à Tunis, Georges Gorse, à reprendre « sans délai la négociation relative à Bizerte […] Le problème de la base stratégique de Bizerte présente pour nous la plus grande importance ». Cette dernière zone, port militaire situé au nord du pays, est considérée comme un point stratégique pour l'armée française et l'OTAN, car elle est alors leur seule base navale située sur la rive sud de la mer Méditerranée, en dehors de l'Algérie.

## Déroulement

### Montée de la tension

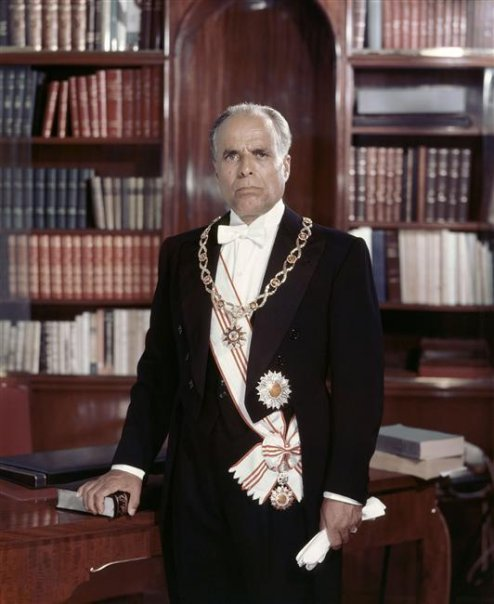
Photo officielle du président Bourguiba.

#### Entretiens franco-tunisiens
Le 27 février 1961, à Rambouillet, Habib Bourguiba s'entretient pour la première fois avec Charles de Gaulle, alors président de la République française, qui lie la défense de la France à la position stratégique de Bizerte qui commande le canal de Sicile sur la route reliant Gibraltar à Suez. Au même titre que Brest, Toulon et Mers el-Kébir, la base représente « un maillon de la chaîne des bases nécessaires à la défense française et à son dispositif atomique ». Mais surtout, Bizerte « constitue [du point de vue de l'OTAN] un point d'écoute radar absolument irremplaçable dans l'immédiat », puisqu'un câble coaxial relie directement Bizerte à la base aérienne du Strategic Air Command de la base de Nouaceur (Maroc). Ainsi, l'Occident serait averti de toute attaque du bloc de l'Est. Mais de Gaulle précise également que l'armée se retirera « dans un délai de l'ordre d'une année », puisque celle-ci est en train de se doter de la bombe atomique. Mohamed Masmoudi, alors ministre tunisien des Affaires étrangères, est pessimiste à l'issue de cette rencontre, car pour lui les deux dirigeants se sont bien compris, mais ne se sont pas bien entendus, leur discussion ayant été franche et cordiale mais pas constructive. Ridha Kéfi parle même d'un « dialogue de sourds ».
Déjà, le 17 juin 1958, un échange de lettres entre les deux chefs d'État prépare le départ de l'armée française de la Tunisie, à l'exception de Bizerte. De toute façon, les Tunisiens dirigent à l'époque l'administration de la ville et, économiquement, la présence des Français rapporte deux à trois milliards de francs français au commerce local et fait vivre les 50 000 habitants de cette ville, alors la quatrième de Tunisie.

#### Travaux polémiques
Le 4 mai, l'amiral français qui dirige la base stratégique de Bizerte, Maurice Amman, annonce au gouvernement tunisien le lancement de travaux d'agrandissement de la piste d'atterrissage de Sidi Ahmed — débordant de 1,50 mètre sur le territoire tunisien — qui avaient commencé dès le 15 avril sans avis ou accord préalable. Ceci met Bourguiba en colère, lui qui voulait un accord car l'aide française restait importante pour l'économie de la Tunisie. Il saisit l'occasion et décide de jouer son va-tout : la garde nationale met en demeure le 13 juin les ouvriers tunisiens de cesser leur participation aux travaux et, le 15, somme les militaires français sans armes qui, par une décision de l'amiral Amman, les ont remplacés de quitter le chantier. Le 22, à la suite d'un incident alors que des militaires français font un exercice de routine, la tension monte et on avise des militaires français qui se rendent à Tunis en permission régulière que, très prochainement, un laissez-passer signé par le gouverneur de Bizerte sera nécessaire pour sortir du gouvernorat de Bizerte. Le 24, Amman lui-même est refoulé, alors qu'il voulait se rendre à Tunis. Mais le lendemain, il reçoit des excuses et le laissez-passer, après avoir protesté contre cette mesure.
Le 28, le secrétaire d'État tunisien à la Défense affirme que, pour lui, les travaux en cours à Sidi Ahmed violent le statu quo. Amman proteste, mais se résigne toutefois à leur suspension, pour calmer la polémique. Pendant ce temps, les Tunisiens construisent un mur à la limite des barbelés entourant la base et dans l'axe de la piste, ce qui irrite profondément les Français et fait monter la tension. Le 1er juillet, le gouverneur de Bizerte interdit définitivement aux entreprises privées de travailler pour la base. Le 3, ce même secrétaire d'État visite Bizerte et Menzel Bourguiba (ex-Ferryville) et, lorsqu'il examine le mur construit par les Tunisiens, se fait applaudir par les militants du Néo-Destour qui réclament aussi bien l'évacuation de la base que des armes. De plus, le lendemain, il reçoit à Tunis Maurice Couve de Murville à qui il affirme : « Si vous refusez plus longtemps d'ouvrir un dialogue sur le fond du problème de Bizerte, nous allons à une crise d'une extrême gravité ». Pendant ce temps, 1 500 Tunisiens creusent des tranchées non loin des barbelés, ce qui pousse Amman à renforcer la surveillance des bâtiments de la base en réduisant le nombre de permissionnaires.

#### Mobilisations politiques et diplomatiques

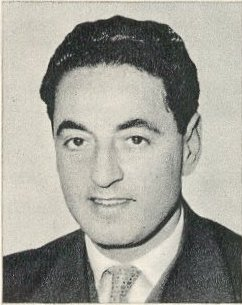
Abdallah Farhat, directeur de cabinet du président tunisien.

Bien qu'ayant d'abord pensé à la négociation, Bourguiba se lance sur le terrain de la bataille politique, comme l'indique le communiqué du bureau politique du Néo-Destour du 4 juillet, où il dit vouloir « obtenir l'évacuation complète, si possible immédiate de la base ». Le 6, des milliers de manifestants parcourent la ville de Bizerte en réclamant l'évacuation de la base, aggravant encore le malentendu entre les deux pays : la Tunisie voulait peser sur la décision de la France mais pour le général de Gaulle il y avait là une pression et des menaces qu'il jugeait inacceptables. Du 7 au 13, les manifestations dans tout le pays deviennent quotidiennes alors que près de 6 000 jeunes enrôlés par l'organisation de jeunesse du Néo-Destour se déclarent volontaires pour partir à Bizerte. Des kilomètres de tranchées sont creusés autour de la base aérienne où 7 700 Français sont affectés et sept barrages installés dans la région.
Le 7, Bourguiba envoie l'homme auquel il fait le plus confiance, son directeur de cabinet Abdallah Farhat, remettre une longue lettre à de Gaulle pour le pousser à le satisfaire sur la question de Bizerte. Bourguiba, d'une part, y déplore le fait que « le gouvernement français, ou tout au moins le commandant français de Bizerte, fait procéder dans la zone en question à des travaux de génie sous forme d'allongement de la piste d'atterrissage en vue de permettre l'utilisation de nouveaux types d'avions, ce qui revient à augmenter le potentiel militaire de la base ». D'autre part, comme il se sait isolé diplomatiquement car suspecté de sentiments pro-occidentaux par les pays récemment décolonisés, il cherche un rapprochement avec le monde arabe — en particulier l'Égypte, la Libye et le Maroc — et le GPRA. En cela, il ajoute un prétexte à cette lettre, mais surtout à son action, pour récupérer Bizerte :
« Dans le vaste mouvement de décolonisation, la Tunisie a pris la tête du peloton : elle ne peut, aujourd'hui, sans mettre en danger sa position, son autorité et ses intérêts vitaux continuer à supporter des empiètements sur sa souveraineté et des atteintes à son intégrité territoriale ». Après avoir lu cette lettre, Farhat lui demande s'il peut « d'ores et déjà emporter une première réponse au président Bourguiba à Tunis », mais de Gaulle lui répond qu'il fera « connaître [sa] réponse au président tunisien en temps voulu ».

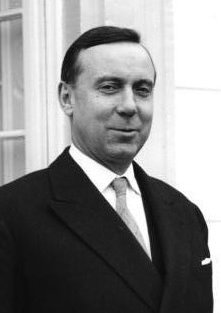
Michel Debré, Premier ministre du général de Gaulle.

Le 16, les manifestations pour l'évacuation de la base et l'obtention d'armes se poursuivent, avec les youyous des femmes et les jeunes du Néo-Destour, en général recrutés voire ramassés dès l'âge de quatorze ans sur les plages très fréquentées des environs de Tunis, dans le Sud tunisien ou encore dans des villages où des sortes de commissaires politiques haranguent la foule et les emmènent. Ces groupes encadrés de jeunes viennent d'ailleurs à Bizerte dès le début du mois de juillet, que ce soit par le train, la route, à pied, en camion ou en car.
Dans le même temps, Amman, reconnaissant qu'il existe un risque de guerre à brève échéance, décide d'envoyer à Paris Jean Picard-Destelan afin de voir les dispositions à prendre. Ce dernier prend également le temps de s'entretenir avec le capitaine de vaisseau Landrin, de l'état-major particulier du Premier ministre français Michel Debré, venu à Bizerte pour faire le point sur la situation militaire. Celui-ci conseille Picard-Destelan sur les personnes à rencontrer et sur les points sur lesquels il faudrait débattre. Debré indique en outre à Amman le 11 « de répondre par la force à toute opération de force ». Dans l'après-midi du 16, Amman s'entretient avec Landrin et l'informe que « si les Tunisiens pourraient par une attaque soudaine obtenir un succès initial, notre suprématie militaire ne fait pas de doute ». En effet, Amman voit déjà la stratégie qu'il va mettre en place.

Elle lui a été conseillée par le chef de bataillon Evaux, venu d'Alger le 12, qui lui a expliqué en ces termes les scénarios possibles, en cas d'attaque tunisienne de la base de Bizerte : 

« Ma première proposition consiste purement et simplement à dégager la base par parachutage sur le terrain d'aviation, l'unité de renfort étant posée.
Mais cette solution me paraît militairement simpliste car, en période de conflit, tenir la base sans contrôler le débouché du goulet n'avance à rien. C'est pourquoi je préconise que, dès la réaction militaire de la Tunisie, un double parachutage à cheval sur la sortie du goulet soit réalisé. Enfin, ultérieurement, il est possible de prévoir le retour des unités éventuellement renforcées par terre, via la région de Sakiet Sidi Youssef, ce qui entraînerait la désorganisation des éléments du FLN basés en Tunisie. »

 Amman ne retient que la première proposition, car elle se situe sur le territoire de la base elle-même, en dehors du territoire tunisien ; mais, pour l'emporter militairement, il faut que la France traverse la ville, même si cela lui coûte des pertes humaines et matérielles et provoque des interventions internationales. Mais il fallait que la France n'ait pas l'image de l'agresseur aux yeux de l'opinion internationale, l'intervention militaire devant donc être minutée. Le parachutage des Français sur la base doit avoir lieu très précisément juste avant que les Tunisiens n'atteignent la base, c'est-à-dire dans un laps de temps très court. Amman doit donc trouver une heure de décollage qui intervient avant le départ évident des troupes tunisiennes, mais après que ces derniers ne se soient concrètement approchées de la base. Il lui faut aussi préparer un effet de surprise total. Toutefois, l'ordre de parachutage, en raison de ses importantes conséquences politiques, ne peut parvenir à Amman que du général de Gaulle. Ce dernier devrait être très certainement en accord avec la stratégie d'Amman, surtout si l'attaque tunisienne est imminente. Il ne reste plus à Amman qu'à prévenir Evaux de lancer l'opération d'embarquement et de vérifier si aucune action militaire tunisienne ne s'engage avant le parachutage.

#### Ultimatum et préparatifs militaires
Bourguiba décide alors de revendiquer l'évacuation immédiate de ce territoire par les troupes françaises et la délimitation précise des frontières du sud du pays — l'Algérie voisine est encore française —, en particulier à proximité des puits pétroliers d'Edjelé d'où provient l'oléoduc qui ramène le pétrole algérien en Tunisie. Parallèlement, l'armée tunisienne est mise en alerte renforcée le 13 juillet à minuit. Le 17, Bourguiba formalise ses demandes devant l'Assemblée nationale en ces termes :
« À Rambouillet, le chef de l'État français en est venu à considérer le colonialisme comme une calamité […] J'ai été amené à lui demander l'application de ce principe à Bizerte […] Il s'est montré réticent […] Dans un autre pays [en l'occurrence le Maroc] la France a réduit sa période d'occupation de trois années, de 1964 à 1961, afin de préserver le régime qu'elle voulait consolider […] Nous avons demandé la reconnaissance du principe de l'évacuation quitte à en différer les modalités […] On nous a répondu que les circonstances ne le permettaient pas ».

Sud de la Tunisie, source de tensions.

Il fixe un ultimatum au 19 juillet à minuit. On peut remarquer dès le 18 d'importants mouvements de troupes tunisiennes ; des tranchées, des trous d'hommes, des postes de tir et des barrages sont aménagés aux principaux carrefours. La circulation est néanmoins toujours libre quoique sévèrement contrôlée. Dans la foulée, Jean-Marc Boegner, ambassadeur de France à Tunis, remet une note au gouvernement tunisien où il indique qu'aucune solution ne sera trouvée à Bizerte si cette atmosphère de passion et cette menace de manifestations populaires continuent. Au contraire, il note que si la situation venait à se calmer, de Gaulle pourrait adresser une réponse au message que Bourguiba lui a fait remettre le 7 juillet. Mais cette démarche de mise en garde est vaine et n'aboutit pas.
Dans le même temps, le gouvernement français annonce à Amman que des renforts sont mis à sa disposition, notamment un groupe aéronaval composé du croiseur De Grasse, des escorteurs d'escadre Chevalier Paul de la classe T 47 et La Bourdonnais de la classe T 53 et du porte-avions Arromanches. Amman pense aussi au renforcement de son état-major et ramène à Bizerte des officiers qui avaient participé, deux ans auparavant, à l'élaboration des plans de défense de la base navale, dont le capitaine de corvette Fernand Fossey (venu de Cherbourg-Octeville), le capitaine de frégate Jean Dupuis et le lieutenant-colonel Guio, qui, à peine arrivé, devient chef du troisième bureau interarmées et effectue une reconnaissance aérienne et terrestre des postes de la base.

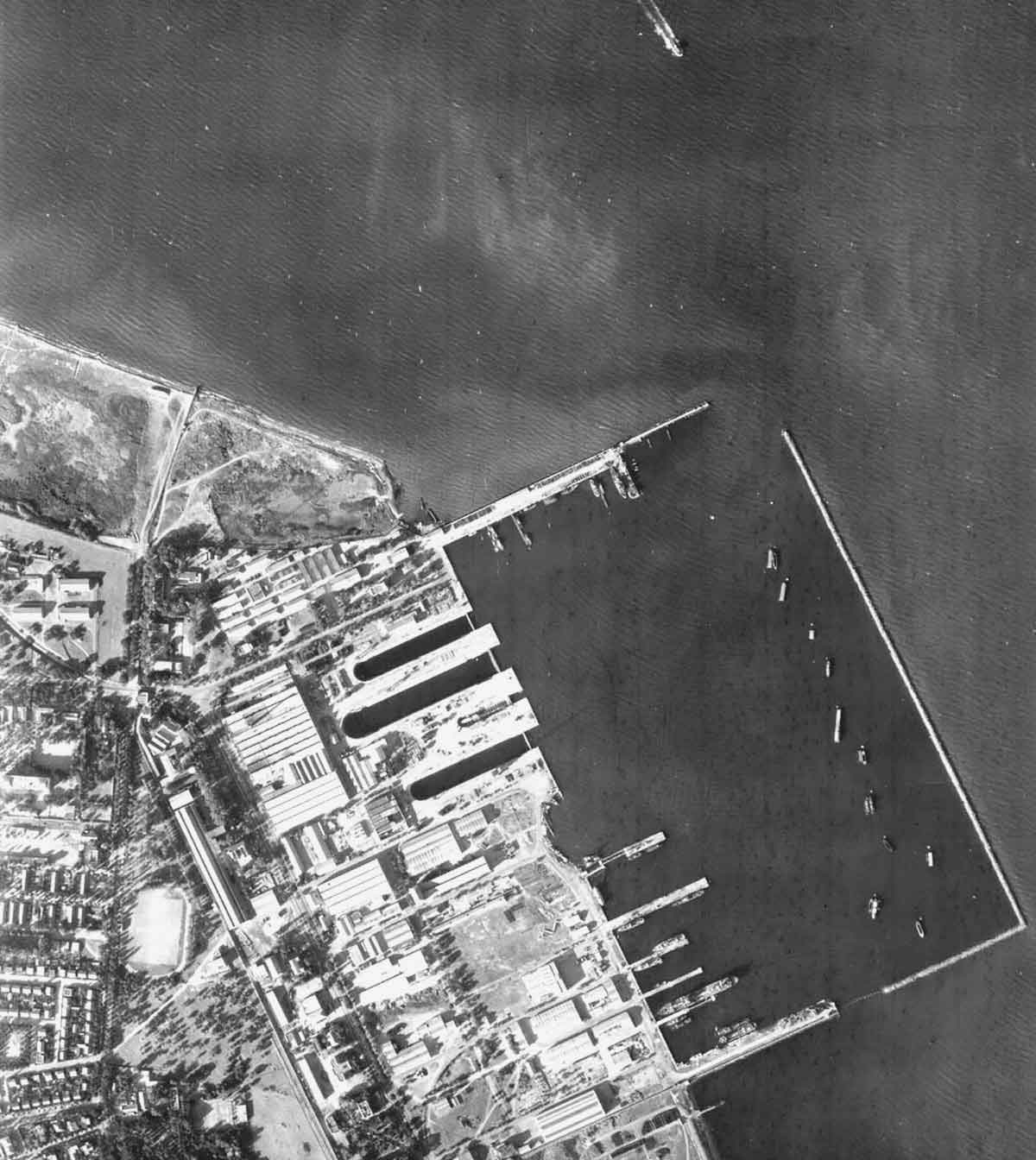
Vue aérienne de l'arsenal de Sidi-Abdellah en 1960.

Dans le même temps, Bourguiba annonce le blocage de la base française : trois bataillons tunisiens, renforcées par l'artillerie, mettent en place dans la matinée du 19 juillet des postes de contrôle destinés à interdire toute circulation entre les enceintes militaires. C'est ainsi que les barrages se retrouvent prolongés par des tranchées creusées sur les bas-côtés des routes, toujours surveillés par vingt à cinquante hommes armés. Dans la nuit, huit véhicules militaires français avaient déjà été saisis et leurs personnels arrêtés. En fin de matinée, trente militaires et 22 civils français sont faits prisonniers et internés à Sousse. Les civils qui se rendent à leur travail se voient refoulés, à l'exception des ouvriers de l'arsenal de Sidi-Abdellah. Dans le même temps, l'armée tunisienne se prépare au combat, en occupant les tranchées qu'elle creuse depuis le 4 juillet. À 19 heures, Radio Tunis présente comme des prisonniers de guerre tous les militaires français arrêtés durant la journée. Bourguiba avait ordonné dans l'intervalle à ses forces militaires d'entrer en Algérie par le sud de la Tunisie et d'occuper une petite zone entre Bir Romane et Garet el Hamel, où la frontière était considérée comme non tracée au regard de la convention du 19 mai 1910 conclue entre la France et l'Empire ottoman.
Pour se défendre, Amman semble disposer en termes de personnel de 7 700 hommes (affectés à la base) dont seulement 3 500 sont « aux créneaux ». Les forces maritimes et aériennes sont suffisantes, d'autant plus que celles-ci peuvent utiliser le terrain d'aviation de Sidi Ahmed. Cependant Amman doit, avec 2 000 hommes au sol, défendre des enceintes militaires isolées sur un périmètre d'environ trente kilomètres.

### Combats

#### Positionnements
Le général de Gaulle prend la décision de ne pas céder au chantage de Bourguiba et ordonne une intervention militaire : l'opération Bouledogue est aussitôt déclenchée. À 13 h 30, le gouvernement tunisien fait diffuser par radio le communiqué suivant : « Le survol de la région de Bizerte et du Sud tunisien à partir de Gabès est interdit à tout aéronef. Cette mesure vise tout particulièrement les avions militaires français qui, de l'aveu du ministre français de l'Information, ont opéré et opéreront encore des transports de parachutistes à la base de Bizerte. Les forces tunisiennes ont reçu l'ordre d'ouvrir le feu sur tout avion militaire français violant l'espace aérien tunisien ».
L'armée tunisienne met aussi en batterie ses canons devant la piste de Sidi Ahmed et ses mortiers sur les collines de la base, tout en occupant les abords du goulet de Bizerte. À 17 h 55, Amman est informé par un télégramme du ministère des Armées qu'il est autorisé à ouvrir le feu et à riposter à toute attaque. Au cours de la nuit, il est informé d'un certain nombre de mouvements de troupes autour des enceintes de la base. Il envoie à 22 h 38 l'escorteur d'escadre La Bourdonnais protéger le cap Bizerte où des mouvements suspects ont été rapportés. À minuit et demi, le 20, alors que l'on confirme que les Tunisiens ont placé des canons et armes automatiques sur les berges, Amman reçoit un télégramme qui lui indique que le gouvernement français va essayer « d'arranger les choses ».

#### Affrontements
À 1 h 15, 300 à 400 Tunisiens attaquent avec des grenades incendiaires et des charges explosives la porte de l'arsenal de Sidi-Abdellah. La provocation tunisienne étant clairement établie, Amman donne liberté de manœuvre à l'amiral Picard-Destelan pour faire sauter les barrages que les Tunisiens ont achevé la veille. Une fois les troupes françaises parachutées sur Bizerte, l'opération Bouledogue est remplacée par l'opération Charrue longue, lors de laquelle les forces françaises attaquent les batteries de l'armée tunisienne, et le plan Ficelle, dont l'objectif est de libérer le goulet ouvrant le passage entre la mer Méditerranée et le lac de Bizerte où se trouve la base navale. Les combats s'engagent au matin à l'arsenal de Sidi-Abdellah et sur la base aérienne de Sidi Ahmed alors que deux Aquilons mitraillent les Tunisiens : morts, blessés et prisonniers se multiplient des deux côtés. En effet, à partir de 4 h, l'armée tunisienne déclenche un violent tir de mortiers sur Sidi Ahmed, tandis que des obus ont déjà endommagé la veille des ateliers et des hangars où sept avions — cinq Martinet et deux Morane 500 — ont été partiellement endommagés. Les Français ripostent rapidement avec leurs mortiers, afin de créer le désordre chez les Tunisiens.
Le département d'État américain publie dans le même temps un communiqué pressant les deux parties « de cesser immédiatement les combats » mais qui reste lettre morte. L'amiral demande des renforts devant la résistance farouche de l'armée tunisienne et alors que des milliers de manifestants arrivent devant la porte principale de la Baie Ponty. À 6 h, il décide de déclencher l'opération Collines, destinée à dégager les enceintes de Bizerte de l'étreinte tunisienne car, dit-il, « nous avons maintenant épuisé toutes les possibilités de conciliation. il ne nous reste plus qu'un seul argument : nous allons contre-attaquer puisque nous en avons les moyens ». À 9 h 30, Bourguiba signe son ordre aux forces armées : « Le Président de la république, chef suprême des forces armées, selon la constitution, vous ordonne de résister avec tous les moyens à l'occupation de la ville de Bizerte par les troupes françaises. Bon courage. Que Dieu vous aide ».
Le 20, la Tunisie procède au mitraillage de deux hélicoptères Alouette à 15 h 23 puis 15 h 30. La première attaque intervient alors qu'un hélicoptère assure un transport entre Sidi Ahmed et le fort du Kébir, la seconde a lieu au camp du Nador. Les armes lourdes tunisiennes ouvrent ensuite le feu sur les Noratlas qui transportent des renforts sur la base de Bizerte, en l'occurrence deux régiments parachutistes d'infanterie de marine.
Les combats se poursuivent durant trois jours au moyen de l'artillerie, de blindés et d'avions. Les Tunisiens sont écrasés alors que les dépôts pétroliers de Menzel Jemil et la gare de Sidi Ahmed, où s'étaient retranchées des troupes tunisiennes, sont bombardés par l'armée de l'air française et que les navires français mettent en place un blocus sur les côtes. Les Français obtiennent une victoire facile en occupant les quartiers européens de Bizerte ainsi que des villes environnantes.

#### Bilan

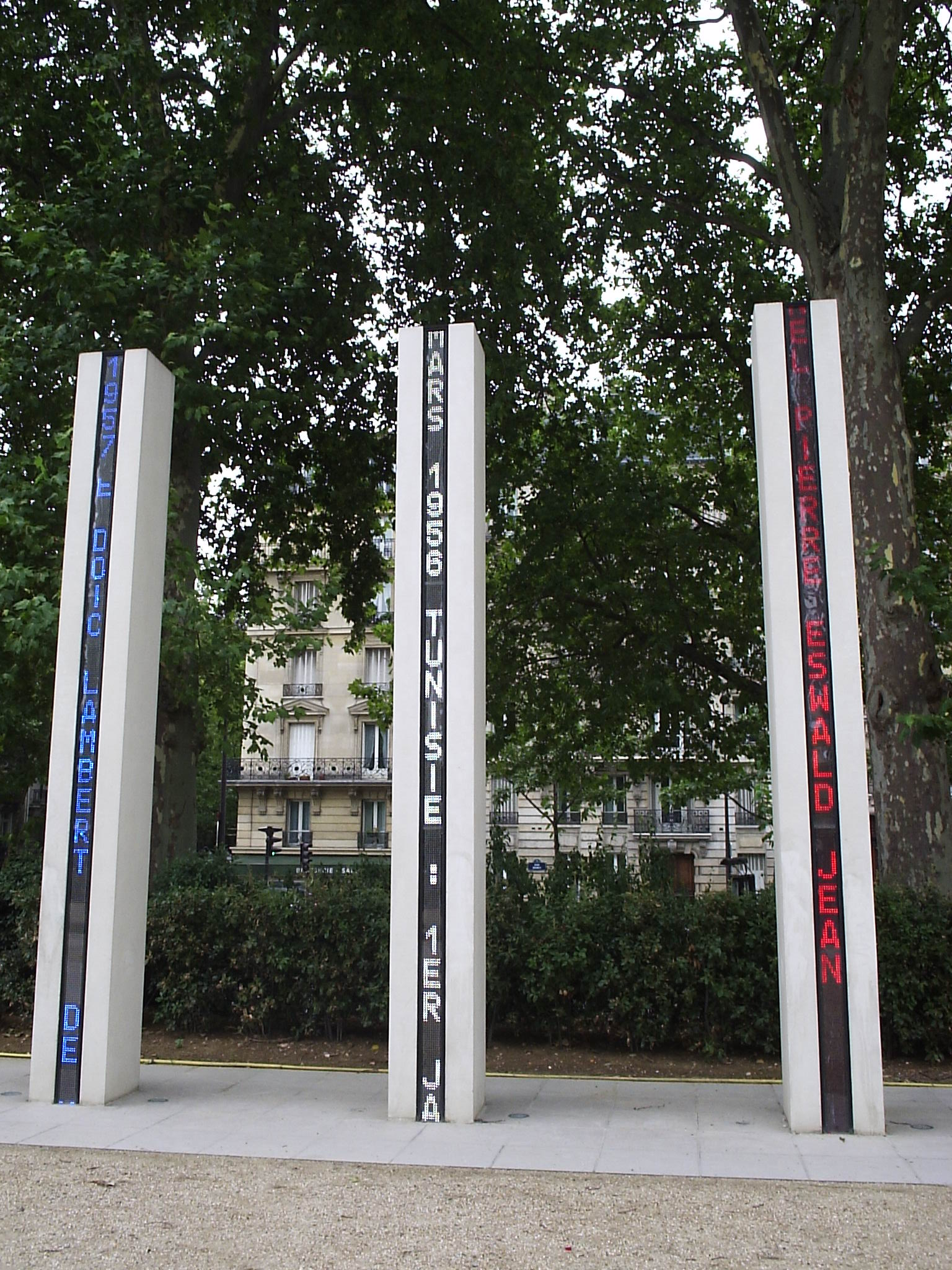
Mémorial national de la guerre d'Algérie et des combats du Maroc et de la Tunisie à Paris.

Ces quelques jours de combat ont fait, selon des estimations diffusées à l'étranger, plusieurs milliers de morts, la France ne perdant que vingt hommes et enregistrant quelques blessés (27 pour la seule journée du 20 juillet). L'Université de Sherbrooke évoque pour sa part le nombre de 24 morts, tandis que Ridha Kéfi évalue le tout à 27 militaires tués et une centaine de blessés.
Patrick-Charles Renaud explique ce nombre réduit par le fait que les soldats tunisiens ne sont pas aussi expérimentés que les Français et qu'il leur manque principalement de l'organisation. Alors qu'il était à Bizerte en compagnie de Béchir Ben Yahmed et Charles Guetta, Jean Daniel, fondateur du Nouvel Observateur, a été grièvement blessé par des tirs de l'armée française et hospitalisé à Tunis,.

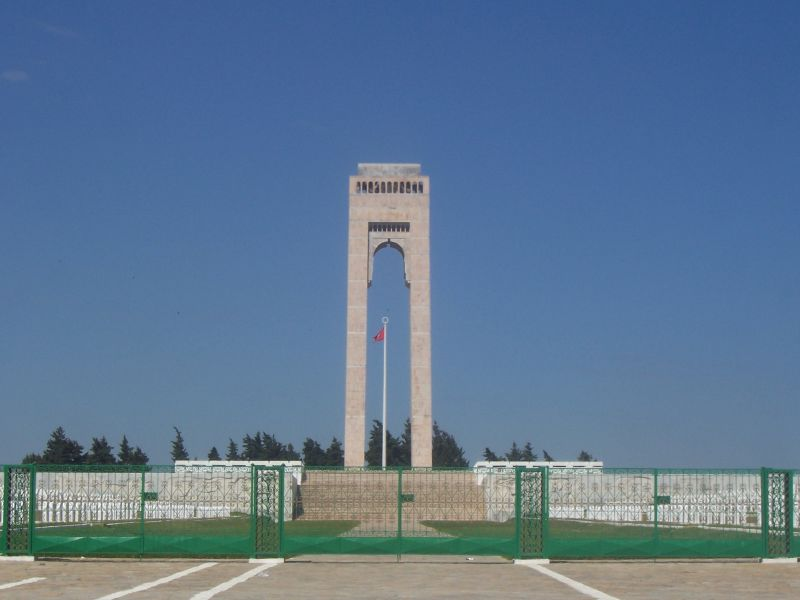
Monument du cimetière des martyrs de Bizerte.

Les pertes tunisiennes sont en revanche très importantes ; Mohamed Ben Hamida El Bejaoui, qui avait accompagné Bourguiba à Rambouillet en février, figure parmi les morts. Il avait regagné la ville de Bizerte en provenance de Tunis et, frustré, s'était jeté corps et âme dans la bataille ; il est tué le 21 juillet dans les rues de Bizerte, l'arme à la main. Patrick-Charles Renaud estime à 10 morts et 77 blessés les pertes françaises pour les journées des 21 et 22 juillet, alors que les tunisiennes sont de 431 morts et 475 prisonniers, auxquels il faut ajouter les pertes civiles, « difficilement dénombrables » selon lui. Ridha Kéfi estime les pertes côté tunisien à 632 tués, dont 330 civils. Noureddine Boujellabia estime quant à lui que les pertes humaines « provisoires » s'établissent à 632 tués, 1 155 blessés et 640 disparus ou prisonniers alors que l'Université de Sherbrooke estime à 1 300 les morts du côté tunisien.
Selon un rapport du Croissant-Rouge tunisien, les trois jours d'hostilité ont causé plus de 5 000 morts,,. Pour l'historien tunisien Mohamed Lazhar Gharbi, le chiffre le plus vraisemblable est de 4 000 morts. Cependant, le communiqué officiel tunisien fait état d'un total de 630 morts et 1 555 blessés. Celui-ci a été reproduit sur le monument du cimetière des martyrs de Bizerte.

### Action diplomatique

#### Cessez-le-feu
Le 20 juillet, Bourguiba saisit le Conseil de sécurité de l'ONU puis annonce la rupture des relations diplomatiques avec la France. Dans la soirée, le GPRA publie un communiqué offrant son soutien en hommes et en matériel, ayant compris que ce conflit allait hâter la fin de la guerre d'Algérie.

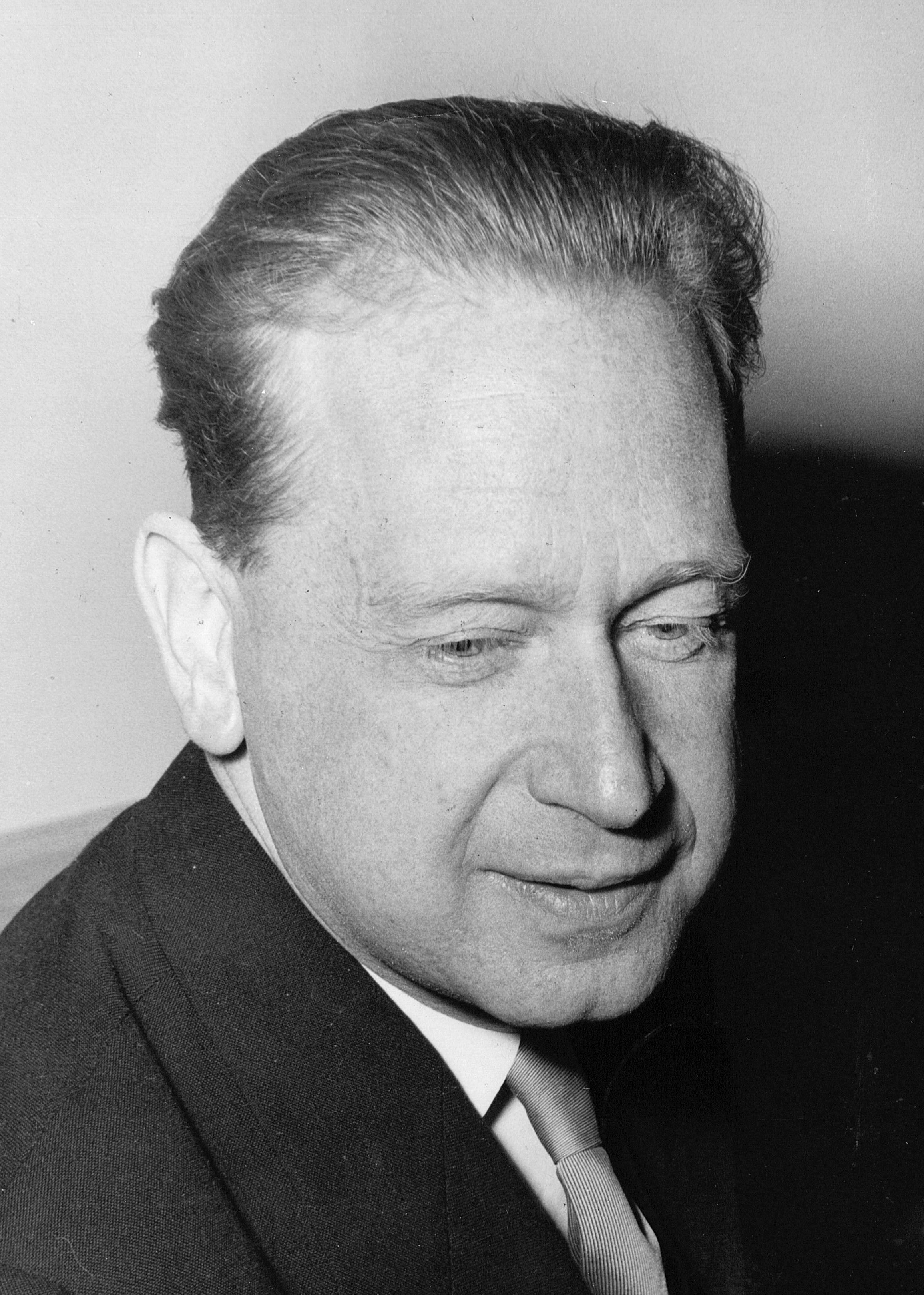
Dag Hammarskjöld qui tentera d'apaiser la crise.

Le Conseil de sécurité se réunit les 21 et 22 juillet : tous les États membres votent pour le retrait des troupes françaises — à l'exception du Royaume-Uni, des États-Unis et de la France elle-même — et demandent un début de négociations ainsi qu'un cessez-le-feu dans une résolution approuvée le 22 avec la seule abstention de la France, fermement opposée à tout retrait du territoire.
Le secrétaire d'État des États-Unis, Dean Rusk, s'implique personnellement dans les négociations, Bourguiba étant considéré comme un allié de l'Occident. Le 21, le Premier ministre français Michel Debré impute la responsabilité de la crise à la Tunisie mais se déclare « prêt à donner des instructions nécessaires pour étudier avec le gouvernement tunisien les conditions d'un cessez-le-feu ». Le 22, un télégramme de Paris demande au commandant de la base de Bizerte « que les opérations militaires soient terminées et que l'armée française n'entrera désormais en action que si elle est attaquée », ce que fait également le gouvernement tunisien vis-à-vis de ses troupes. Après 3 h 35 de discussions, un accord de cessez-le-feu est conclu et effectif le 23 dès 8 h.
Le 24, le secrétaire général des Nations unies, Dag Hammarskjöld, arrive à Bizerte de sa propre initiative mais conjuguée à l'invitation de Bourguiba. Cependant, le gouvernement français conseille à Amman de ne pas s'entretenir avec lui, le porte-parole du ministère français des Affaires étrangères indiquant qu'il n'appartient pas au secrétaire général des Nations unies de discuter avec un chef militaire. Reçu froidement, Hammarskjöld doit subir une fouille à son arrivée ; le porte-parole de l'ONU parle alors du « mépris que la France reflète à l'égard des Nations unies ». La Croix-Rouge est néanmoins autorisée à visiter les camps de prisonniers tunisiens. C'est dans ce contexte que, dans les semaines qui suivent la crise, de nombreuses familles françaises de Bizerte sont évacuées vers la France.

#### Positions françaises
Le 28, une note française parvient au gouvernement tunisien où il est stipulé notamment : 
« La base de Bizerte n'a d'intérêt qu'au point de vue de la sécurité de la France dans l'actuelle et dangereuse conjoncture internationale. Mais, à cet égard, Bizerte peut du jour au lendemain prendre une grande importance en raison de sa situation géographique exceptionnelle à l'entrée de la Méditerranée occidentale. L'occupation par des forces hostiles, ou simplement menaçantes, de ce point stratégique majeur pourrait avoir de graves conséquences quant à la défense de la France et de l'Occident. C'est pour parer à une telle éventualité que la France, dans toutes les discussions survenues avec la Tunisie, et faute qu'aucun accord de défense ait pu être conclu entre les deux pays, a toujours réservé la possibilité d'utiliser la base aussi longtemps que le danger mondial est ce qu'il est. Toutefois, la France était et demeure disposée à régler avec la Tunisie les conditions dans lesquelles la base serait utilisée pendant cette période dangereuse. »
Au sujet du débat qui s'engage à l'ONU, le communiqué français est tout aussi clair : « Quelles que puissent être éventuellement la tournure et la conclusion des débats qui s'engagent sur un pareil forum, la France entend rester juge de sa propre sécurité. En fait comme en droit, la voie qui peut conduire à la solution de cette déplorable affaire est celle des négociations directes que la France continue de proposer à la Tunisie ».

#### Vers une seconde résolution
Mais ces négociations directes n'intéressent pas Bourguiba et la Tunisie accuse, dès le début du mois d'août, les Français de faire travailler les prisonniers tunisiens, ce qui est contraire aux conventions de Genève. L'amiral Amman réplique que ces prisonniers de guerre sont astreints à des corvées d'entretien qui respectent les termes des conventions. Les Tunisiens lui font savoir que si ces prisonniers continuent à travailler, ils infligeront un traitement inhumain à des otages français civils et militaires ; Amman se résout dès lors à leur faire cesser toute activité.
Le 17 août, Xavier Jeannot, consul général de France à Bizerte, informe Amman que « le gouverneur [de Bizerte] vient de [lui] confirmer que des manifestations susceptibles d'être violentes, sont possibles à partir de demain à Bizerte et Menzel Bourguiba ». Amman met en état d'alerte tout le personnel de la base, afin de parer à toute éventualité. Le jour même, le gouvernement français propose encore une fois des négociations avec la Tunisie, par le biais d'un communiqué adressé au secrétaire d'État tunisien aux affaires étrangères. Mais Bourguiba pose des conditions que de Gaulle ne peut accepter du fait de la tension internationale découlant de la guerre froide ; celles-ci portent sur le fait que les débats doivent uniquement porter sur les modalités et le calendrier de l'évacuation des forces françaises du territoire tunisien. Patrick-Charles Renaud estime que « [Bourguiba] refuse de discuter des moyens de rétablir une situation pacifique à Bizerte tant que le résultat de la négociation générale n'est pas acquis d'avance ». 
Le lendemain, des centaines de civils conduits par le maire de Bizerte, Rachid Terras, et le délégué du Néo-Destour manifestent dans la soirée, ce qui donne lieu à des combats rudes mais qui se calment peu à peu. Par la suite, bien que le gouverneur de Bizerte affirme au consul de France que plus aucune manifestation n'est envisagée, les contrôles sur les routes sont renforcés.
Le 21 août, le problème est ramené devant l'Assemblée générale des Nations unies. Le 25, celle-ci condamne la France en adoptant une résolution afroasiatique par 66 voix contre 0 et 30 abstentions en l'absence de la délégation française qui la rejette aussitôt. Le 5 septembre, après de nouvelles manifestations entraînées par les durs du Néo-Destour, le général de Gaulle déclare que « la France ne pouvait et ne voulait pas quitter Bizerte » mais que « tout en proclamant la souveraineté de la Tunisie sur Bizerte, souveraineté qui n'a jamais été contestée, en principe, du côté français et qui ne l'est pas », il avait amené Bourguiba à concéder que « tant que cette affaire-là [la guerre d'Algérie] n'aurait pas abouti, il ne poserait pas la question de Bizerte pour ne pas ajouter à la complication des choses ». Le 7, Bourguiba se déclare « pleinement satisfait de la reconnaissance de la souveraineté tunisienne et du désir français de quitter Bizerte » malgré quelques manifestations. Le 9, le président tunisien propose à la France de garder la base jusqu'à la fin de la crise menant à la construction du mur de Berlin et prend aussi des mesures d'amnistie : 26 détenus dont deux femmes, condamnés pendant la crise, quittent la prison civile de Tunis. Le lendemain, 780 prisonniers tunisiens (419 militaires et 361 civils pris les armes à la main) sont échangés à Menzel Jemil contre 218 prisonniers français.
Le 17 septembre, la négociation franco-tunisienne, qui porte sur l'évacuation de la ville de Bizerte et le repli progressif des forces françaises à l'intérieur des enceintes de la base, s'ouvre à 17 h 30 au siège du gouvernorat de Bizerte. La délégation française est conduite par le consul Jeannot et comprend cinq officiers désignés par l'amiral Amman : le capitaine de corvette Fernand Fossey, le capitaine Lamblin et les commandants Pons, Chastel et Delachaise. La délégation tunisienne est quant à elle présidée par Béji Caïd Essebsi et comprend le gouverneur de Bizerte Hédi Mokaddem, le commandant Mohamed Ben Youssef et les capitaines Noureddine Boujellabia, Abdelhamid Escheikh et Mohamed Sfaxi. Les conversations sont cordiales et se déroulent dans un esprit d'entente mutuelle. Le 29, un accord est conclu. Il prévoit que les troupes françaises et tunisiennes se retirent des postes occupés depuis huit jours. Les premiers mouvements s'effectuent dès le 2 octobre sans aucune difficulté.

## Conséquences
Le 1er juillet 1962, l'arsenal de Sidi-Abdellah est évacué définitivement. Le 19, un an jour pour jour après le début des hostilités, le Premier ministre tunisien Bahi Ladgham est reçu au palais de l'Élysée par le général de Gaulle qui lui annonce que ses « forces armées quitteront la Tunisie sans contrepartie ni esprit de retour », la date devant être fixée « dans 18 mois ».
Les relations diplomatiques entre les deux pays sont rétablies le même mois, leur rupture ayant entraîné la suspension de l'aide financière et économique française, difficile à supporter pour l'économie tunisienne. Mais de Gaulle reste intransigeant sur la question de Bizerte et, après le Conseil des ministres du 25, il ordonne à son porte-parole Alain Peyrefitte d'annoncer que la France évacuera Bizerte le jour où elle en aura les moyens ; Peyrefitte racontera une confidence que lui a faite le général : « L'année dernière, Bourguiba a cru que j'étais en position de faiblesse parce que le FLN avait rompu les négociations. Il s'est cru autorisé à lancer ses troupes contre Bizerte. Il voulait faire perdre la face à la France devant le monde entier et ruiner notre seule carte, c'est-à-dire la solidité de l'armée. Nous avons répondu comme il le méritait. Nous avons repoussé son assaut et nous avons écrabouillé son armée. Il faut que le monde sache que l'armée française, c'est quelque chose. Si on s'attaque à elle, dès lors qu'elle est bien commandée, bien équipée, et qu'elle n'hésite pas devant son devoir, et bien, tant pis pour l'agresseur ! Il n'avait qu'à ne pas s'y frotter ! Alors, elle a fait son devoir. Bourguiba se le tiendra pour dit. Il ne recommencera pas de sitôt, croyez-moi, et personne, de longtemps, ne cherchera à l'imiter, malgré tous les pleurnichards soi-disant français qui se sont déchainés à cette occasion. Il faut toujours penser au coup d'après ».

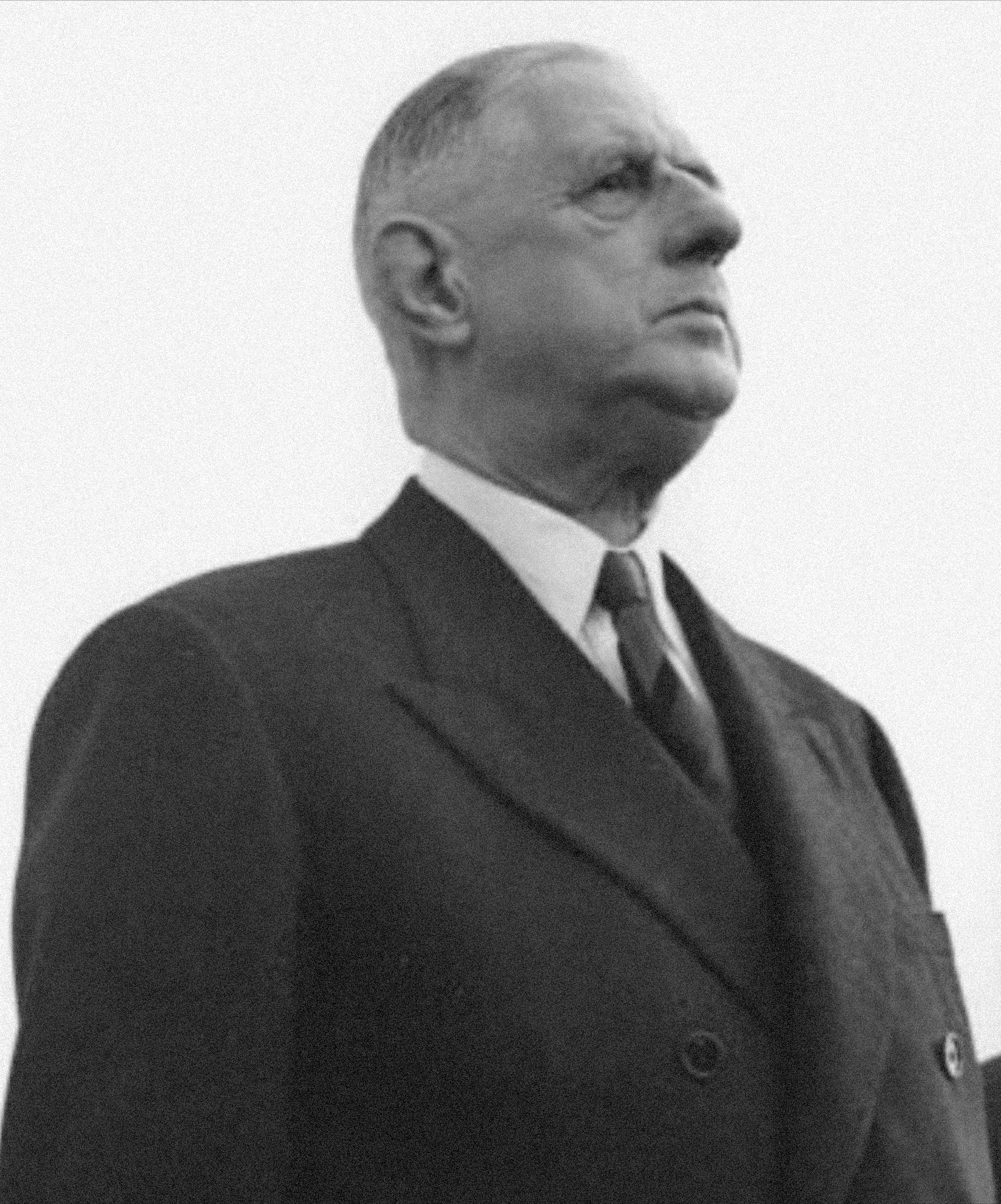
Charles de Gaulle.

Le 9 avril 1963, de Gaulle reçoit Sadok Mokaddem, ambassadeur de Tunisie à Paris, à l'occasion d'une tentative des Tunisiens de resserrer les liens avec la France. En effet, même si de Gaulle se montre réticent à négocier pour Bizerte, il semble évident que la France s'apprête à abandonner la base. Le lendemain, Peyrefitte questionne en privé de Gaulle en ces termes : « Était-ce la peine de traiter si durement les Tunisiens en 1961, si c'était pour abandonner Bizerte si vite ? ». De Gaulle lui répond ainsi : 
« J'ai toujours dit que nous ne resterions pas à Bizerte. Par malheur, Bourguiba a attaqué un beau jour à Bizerte, pour apparaître comme ayant arraché par la force ce que nous nous apprêtions à accepter de nous-mêmes. Il nous a fait tirer dessus sauvagement. Il a cru que nous allions lever les bras en l'air, que nous allions hisser le drapeau blanc, que nous allions partir la tête basse. [...] Naturellement, nous avons riposté. Si nous ne l'avions pas fait, nous aurions perdu tout crédit. Simplement, cette affaire a révélé la veulerie du monde politique français, qui a cru devoir massivement faire chorus à Bourguiba. Lamentable ! Déshonorant ! [...] Maintenant, rien ne s'oppose à ce que nous partions. Nous commençons à disposer d'engins nucléaires. Nous allons être capables de pulvériser Bizerte et Moscou à la fois. »
Le 14 octobre, le contre-amiral Vivier, dernier commandant de la Base stratégique de Bizerte, signe l'ordre du jour dont une partie indique : « La mission à Bizerte des forces armées françaises prend fin ». Le lendemain, le 15, le capitaine d'artillerie Louis Muller amène le pavillon français, mettant ainsi fin à 82 ans de présence militaire française à Bizerte. Cet événement prend place après le règlement de la guerre d'Algérie à l'issue de laquelle les accords d'Évian garantissent à la France l'usage de la base de Mers el-Kébir pour quinze ans, rendant peu utile le maintien d'une implantation à Bizerte.

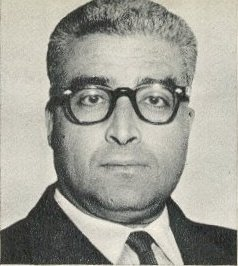
Bahi Ladgham.

L'évacuation du dernier soldat français se termine vers 15 h. Alors que les quais contenaient, jusqu'à la veille, trois cargos, douze navires de guerre, le porte-avions Arromanches, trois mille hommes et des tonnes de matériel qui attendaient d'être embarqués, tout est désormais désert. Les Français laissent derrière eux deux pistes d'envol, une base aérienne avec hangar et bâtiments, une base aéronavale, un hôpital, des immeubles administratifs, une tour de contrôle, des installations souterraines inachevées, du matériel de contrôle, de radio et de protection contre les incendies, des quais, des bassins et une quinzaine de techniciens pour assurer l'entretien des installations et la formation de Tunisiens pour prendre la relève.
Une petite foule, qui a envahi le port, entonne l'hymne national tunisien et lance des « Yahya Bourguiba ! » (« Vive Bourguiba ! » en français). Bahi Ladgham hisse le drapeau de la Tunisie sur la base, puis annonce solennellement au téléphone à Bourguiba : « Mission accomplie ». Bizerte était selon le terme de Bourguiba la « dernière séquelle de l'ère coloniale ». La ville est alors gagnée par une liesse populaire qui s'étendra ensuite à tout le pays. Le 15 octobre est depuis devenu jour de fête nationale en Tunisie alors qu'un stade du 15-Octobre est plus tard construit en référence à la crise de Bizerte. Le 15 décembre, Bourguiba célèbre solennellement l'évacuation de Bizerte en compagnie du président égyptien, le colonel Gamal Abdel Nasser, du président algérien Ahmed Ben Bella, du prince héritier de Libye et d'un représentant du roi du Maroc, Hassan II.
S'appuyant sur l'émotion provoquée par le conflit, Chedly Anouar compose un chant patriotique, Bani watani (Enfants de ma patrie), d'après un texte d'Abdelmajid Ben Jeddou, interprété par la chanteuse Oulaya.

## Récompense honorifique
Le président de la République Habib Bourguiba institue la médaille de Bizerte pour « récompenser ceux des nationaux qui ont pris une part active à la bataille de l'évacuation de Bizerte » selon les termes de la loi no 63-45 du 12 décembre 1963. La médaille de Bizerte constitue un ordre dont le président est le grand maître. À ce titre, il porte une médaille en or, les autres récipiendaires portant une médaille en bronze.

### Sources et bibliographie
- Sébastien Abis, L'Affaire de Bizerte (1956-1963), Tunis, Sud Éditions, 2004.
- Sébastien Abis et Damien Cordier-Féron, Bizerte, otage de l'histoire : de la Seconde Guerre mondiale aux indépendances du Maghreb, Paris, L'Harmattan, coll. « Histoire et perspectives méditerranéennes », 2011, 231 p. (ISBN 978-2-296-55400-9).
- Emmanuel Alcaraz, « Les controverses mémorielles autour de la bataille de Bizerte (19-23 juillet 1961) », dans La Tunisie du protectorat à l'indépendance, Paris, Riveneuve, 2020 (ISBN 978-2-36013-581-3), p. 93-121.
- Tahar Belkhodja, Les trois décennies Bourguiba : témoignage, Paris, Publisud, 1998.
- Philippe Boisseau, Les loups sont entrés dans Bizerte : bataille de Bizerte, été 1961, Paris, France-Empire, 1998, 158 p. (ISBN 2-7048-0842-2).
- Noureddine Boujellabia (préf. Habib Boularès), La Bataille de Bizerte : telle que je l'ai vécue, Tunis, Sud Éditions, 2004, 233 p. (ISBN 9973-844-41-6).
- Omar Khlifi, Bizerte : la guerre de Bourguiba, Carthage, MC-Editions, 2001, 285 p. (ISBN 9973-807-19-7).
- Bahi Ladgham, « Deux entretiens avec le général de Gaulle », Espoir, no 83,‎ juin 1992 (ISSN 0223-5994).
- Samia El Mechat, Les relations franco-tunisiennes : histoire d'une souveraineté arrachée, 1955-1964, Paris, L'Harmattan, 2005, 254 p. (ISBN 978-2-7475-7710-6).
- Abdellatif Menaja, La Bataille de Bizerte, Tunis, Imprimerie Artypo, 1984 (ASIN B0000EA67X).
- Patrick-Charles Renaud, La Bataille de Bizerte (Tunisie) : 19 au 23 juillet 1961, Paris, L'Harmattan, 2000, 199 p. (ISBN 2-7384-4286-2, lire en ligne).
- (it) Francesco Tamburini, « Il conflitto franco-tunisino per Biserta (19-23 luglio 1961) », Storia Militare, no 231,‎ 2012.